# حادثة سفر المزامير اليونانية

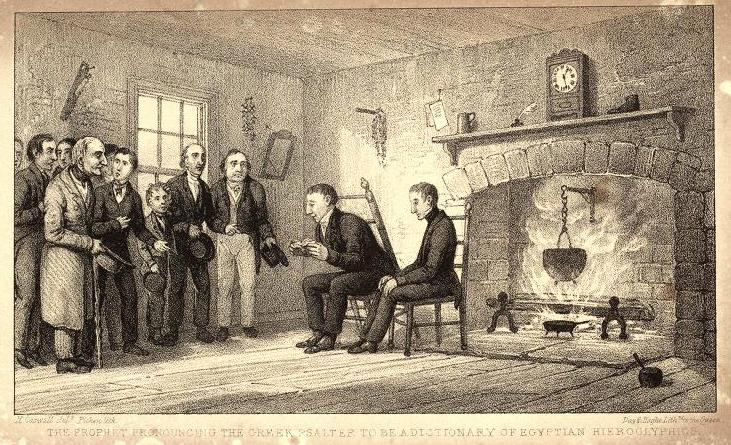
"النبي ينطق سفر المزامير اليوناني ليكون قاموسًا للهيروغليفية المصرية" من كتاب عام 1843

كانت حادثة سفر المزامير اليونانية لحظة في تاريخ القديس اليوم الأخير عندما ذكر هنري كاسوال أنه طلب من جوزيف سميث ترجمة سفر المزامير اليوناني القديم، الذي كان بحوزته، في 19 أبريل 1842 في ناوفو. كان كاسوال على علم بمحتويات سفر المزامير وكان ينوي استخدام الطلب كوسيلة لفضح جوزيف كمحتال، قبل لقاء جوزيف سميث.

## التاريخ
كتب هنري كاسوال كتابًا بعنوان ثلاثة أيام في ناوفو (يُطلق عليها أيضًا اسم مدينة المورمون) قدّم فيه وصفًا لتقديم سفر المزامير اليوناني القديم لجوزيف سميث من أجل ترجمته. كان كاسوال على علم بادعاءات سميث حول ترجمة كتاب مورمون من المصرية الإصلاحية وكتاب أبراهام من البرديات المصرية وأراد اختبار مصداقية هذه الأعمال. كانت محتويات سفر المزامير اليوناني معروفة جيدًا قبل الاجتماع وتحتوي على ترجمة يونانية مشتركة للمزامير. وبعد فحص المخطوطة، حدد جوزيف سميث المخطوطة على أنها معجم للهيروغليفية المصرية وأشار إلى الأحرف الكبيرة التي تظهر على إنها حروف هيروغليفية متبوعةً بمعانيها في اللغة المصرية الإصلاحية. ذهب كاسوال إلى الادعاء بأن هذا كان دليلًا على موقف سميث الاحتيالي. ورد الحدث في صحيفة وارسو ماسيج المحلية وذكرت أن العديد من أنصار سميث كانوا حاضرين أيضًا خلاله. كان سميث في الأصل مترددًا في إلقاء نظرة على المخطوطة، لكن وبعد أن ادعى ارتباطها بالهيروغليفية المصرية، كانت الحضور في الغرفة «مدهشون للغاية». وبعد أن بدأت الإثارة في الغرفة تهدأ، كشف كاسوال أن محتويات المخطوطة لم تكن أكثر من سفر مزامير يوناني مشترك. ثم «خرج» سميث من الغرفة.

## انتقاد الحدث
ربما كان لدى جوزيف سميث معرفة كافية باللغة اليونانية لتجنب التعرف غير الصحيح على سفر المزامير اليوناني. في 20 نوفمبر 1835، منح أوليفر كاودري سميث معجمًا عبريًا ويونانيًا. ذكر سميث أيضًا أنه قضى وقتًا في دراسة اللغة اليونانية في المنزل والذي كان سيحدث قبل لقائه بهنري كاسوال.